# Доисторическая Австралия

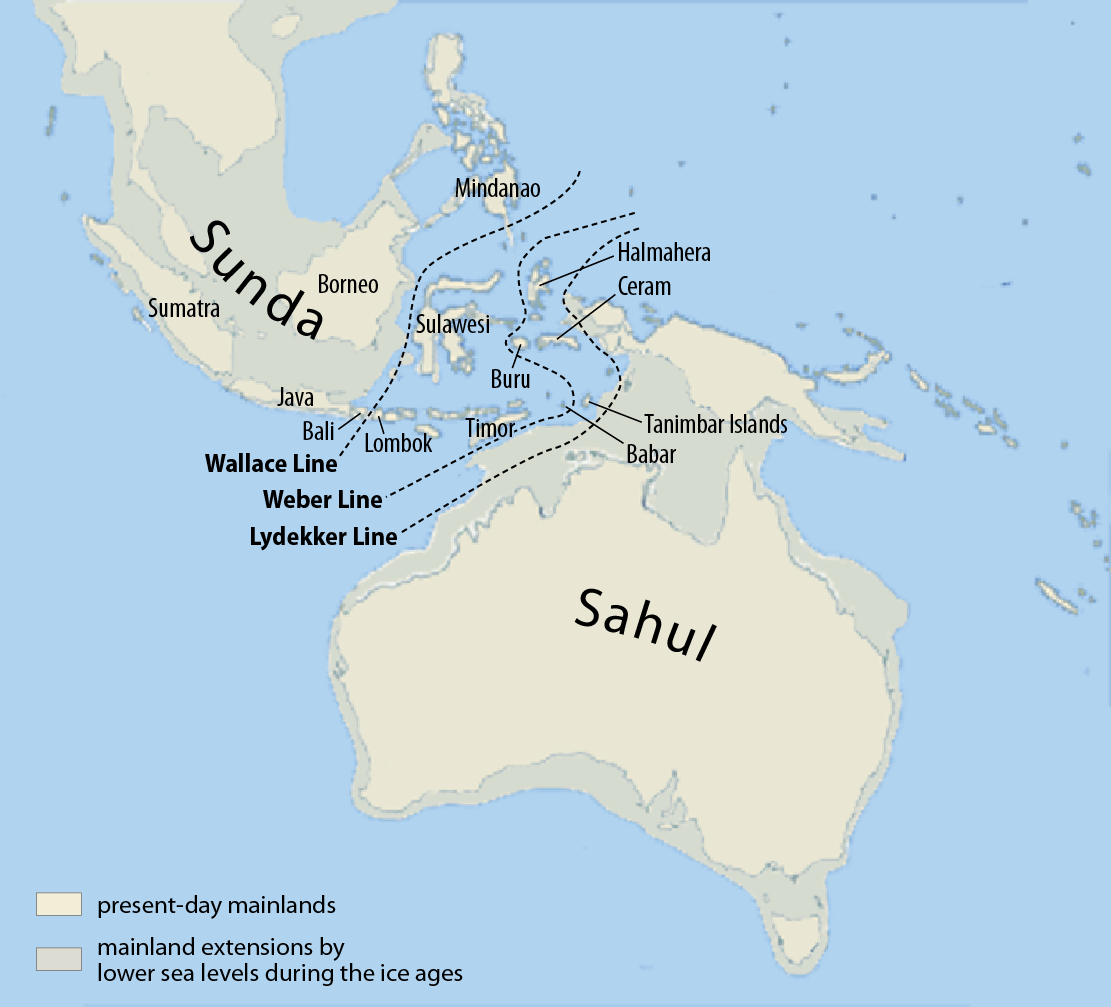
Территория протоматерика Сахул во время последнего ледникового максимума, когда уровень моря был на 150 м ниже нынешнего. Несмотря на это, перед мигрантами даже в то время имелась значительная водная преграда.

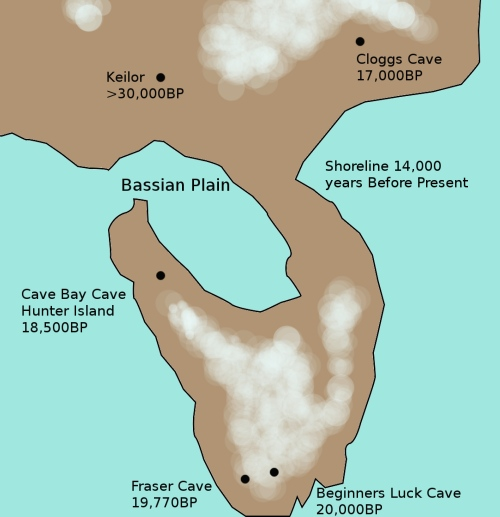
Береговая линия Тасмании и Виктории около 14000 лет назад с указанием ряда археологических памятников. Здесь, на месте Бассова пролива, когда-то существовала Бассова равнина (Bassian Plain)

Доисторическая эпоха Австралии — временной отрезок с момента прибытия в Австралию первых людей и до их первой встречи с европейцами в 1606 году, когда начинается письменная история Австралии. По различным оценкам, праистория Австралии продолжалась от 40 до 70 тысяч лет.

## Прибытие людей в Австралию
Первые грацильные сапиенсы переправились в Сахул там, где сейчас находится Арафурское море и архипелаг Ару. По мнению антропологов, человек разумный прибыл в Австралию не позднее 40 тысяч лет назад. К этому времени относятся следы обитания человека, обнаруженные в верховьях реки Суон в Западной Австралии. Древнейшими человеческими останками являются кости из Вилландра Лэйкс около Дарлинг Ривер, 150 скелетов, найденные в дюнах озера Мунго, около 60 скелетов из Лэйк Танду. Первые обитатели Австралии уже были людьми с чрезвычайно массивными и очень крупными черепами, в отличие от тех, кто пришёл в Сахул из Азии.
Данные по Y-хромосоме подтверждают гипотезу о нескольких маршрутах для мужчин, попавших в Сахул около 50 000 лет назад, и не подтверждают событий колонизации во время голоцена ни из Индии, ни из других мест. Возраст специфичных для Австралии Y-хромосомных гаплогрупп (C-M347, K-M526*, S-P308) предполагает, что жители Новой Гвинеи и австралийские аборигены были изолированы более 30 000 лет, что подтверждает выводы, основанные на данных митохондриальной ДНК.
В Тасманию, которая в то время соединялась с материком сухопутным мостом, человек попал не менее 30 000 лет назад.
Существуют и более смелые прогнозы по поводу времени появления в Австралии первых людей. Так анализ древней пыльцы из юго-восточной Австралии свидетельствует об увеличении пожаров, начиная примерно с 120 000 лет назад. Отдельные исследователи связывали эти пожары с человеческой деятельностью, ставя при этом под сомнение их датировку. Почерневшие от огня камни, которые были «нагреты в ситуации, напоминающей очаг» в Мойжиле (Пойнт Ричи) в устье реки Хопкинс в Варрнамбуле на побережье штата Виктория (юго-восток Австралии) термолюминисцентным методом датируется в диапазоне 120—125 тыс. лет назад, что соответствует морской изотопной стадии MIS 5e и согласуется с независимыми стратиграфическими данными. Уровень моря во время эемского межледниковья (115—130 тыс. лет назад) был на 6—10 м выше, чем в настоящее время.
Чарльз Дорч (Charles Dortch) датирует найденные на островах Ротнест (Rottnest) и Рокингем (Rockingham) каменные орудия возрастом около 70 тыс. лет назад.
Стоянка Мадьедбебе (Madjedbebe) на севере Австралии, ранее известная как Малакунанья II (Malakunanja II), имеет возраст 65 тыс. лет. Археологические раскопки в пещере Буди (Boodie Cave) показали, аборигены прибыли на остров Барроу от 46 200 до 51 100 лет назад. Остатки съеденных моллюсков были датированы возрастом 42 500 лет назад. Каменные орудия и наскальные рисунки из местонахождения Карнатакул (Karnatukul) в Малой Песчаной пустыне датируются возрастом по меньшей мере 47 тыс. лет назад.
Штамм вируса гепатита Б HBV / C4, выявленный у коренного населения северной Австралии, проник в Австралию более 51 тыс. лет назад с переселенцами из Индонезии, прибывшими через острова Тиви. Вскоре после прибытия в Австралию вирус разделился на два штамма: один штамм присутствует у народов говорящих на языках семьи пама-ньюнга, второй штамм — у другой ветви австралийских языков (не-пама-ньюнга). В целом исследователи относятся к датировкам, превышающим 40 000 лет, со скептицизмом.
Миграция человека в Австралию произошла на завершающих этапах плейстоцена, когда уровень моря был намного ниже современного. Неоднократные оледенения в эпоху плейстоцена привели к тому, что уровень моря во время последнего ледникового максимума в Австралазии был более чем на 100 метров ниже нынешнего. В это время континентальное побережье простиралось намного далее, покрывало Тиморское море, так что Австралия и Новая Гвинея образовывали единый материк, известный под названием Сахул, соединяясь сухопутным перешейком, проходившим по акватории нынешних Арафурского моря, залива Карпентария и Торресова пролива. Несмотря на это, море и в те времена представляло собой значительную преграду для путешественников, поэтому предполагается, что первые люди попали в Австралию, переплывая на короткие дистанции с острова на остров. Предлагались два гипотетических маршрута данной миграции: один — по цепи мелких островов между Сулавеси и Новой Гвинеей, и второй — на северо-запад Австралии через Тимор.
Тригибридная теория происхождения коренных австралийцев предполагает три волны заселения материка. Во время первой волны более 40 тыс. л. н. в Австралию прибыли темнокожие, курчавоволосые и низкорослые люди меланезийского типа. Потомками этой миграции являются современные тасманийцы и негритоподобные барринес (барриноидный тип австралоидной расы). Во время второй миграции ок. 20 тыс. л. н. близкие к айнам люди вытеснили первую волну и частично смешались с ней. Потомки второй миграции — массивные, сравнительно светлокожие, прямоволосые, узко- и прямоносые, с усиленным третичным волосяным покровом мюррейцы (мюррейский тип) населяют Южную, Западную Австралию и восточное побережье материка. Третья волна состоялась ок. 15 тыс. л. н. Потомки третьей миграции — темнокожие, волнистоволосые, высокорослые, со средним развитием волос на лице и теле карпентарийцы (карпентарийский тип) заселили Северную и Центральную Австралию.
Древнейшее для Австралии наскальное изображение в пещере DR015 в Кимберли датируется возрастом 17,3±0,2 тыс. лет назад. На нём нарисован кенгуру.
Археологические раскопки на местонахождении Болото Коу выявили наличие скелетов людей начиная с конца плейстоцена, более 10 тыс. лет назад, сходных с лаосским черепом TPL 1 и окаменелостями озера Мунго.
У аборигенов на Грут-Айленде имеются носители гаплотипа редкой наследственной болезни Мачадо-Джозефа (MJD), встречающегося также у коренного населения Тайваня, Индии и Японии. Среди коренных австралийцев мутация SCA3 произошла около 7 тыс. лет назад.
Свидетельством существования перемычек между Австралией, Новой Гвинеей и ближайшими к последней островами Индонезии, в том числе в более древние периоды, является общность флоры и фауны этого региона. Лишь около 4000 г. до н. э. уровень моря в регионе окончательно стабилизировался на современном уровне.
Около 2500 лет назад острова Торресова пролива заселили носители меланезийской культуры, в результате чего там появились аборигены островов Торресова пролива, говорящие на австралийских и папуасских языках.
Современный антропологический облик австралийские аборигены приобрели ок. 4 тыс. лет назад. В период с 12 до 4 тыс. л. н. у них резко уменьшился размер мозга и черепа, но при этом сохранилась массивность, крупные зубы, челюсти, надбровье, затылок, рост остался примерно такой какой и был. В Тасмании у аборигенов уменьшились как размеры, так и массивность.
Во 2-м тыс. до н. э. в Австралии, в эпоху первой волны расселения австронезийцев появляется собака динго. Кости собаки динго из пещеры Мадура (Madura Cave) на равнине Налларбор датируются возрастом 3348—3081 лет назад. Сбежавшие или брошенные хозяевами динго нашли прекрасные условия для обитания в Австралии: много дичи, отсутствие врагов и серьёзных конкурентов, размножились и расселились по всему континенту и ближайшим островам, не попав только на остров Тасмания.
Неизвестно, сколько именно разнородных популяций аборигенов селилось в Австралии до прихода европейцев. К началу XXI века примерно одинаковый вес имеют гипотезы как их «тройного гибрида», так и происхождения из единой популяции.
Некоторые данные по микросателлитам (STR) Y-хромосомы указывают на приток носителей Y-хромосомной гаплогруппы C в Австралию с Индийского субконтинента в голоцене.

## Огонь и исчезновение мегафауны

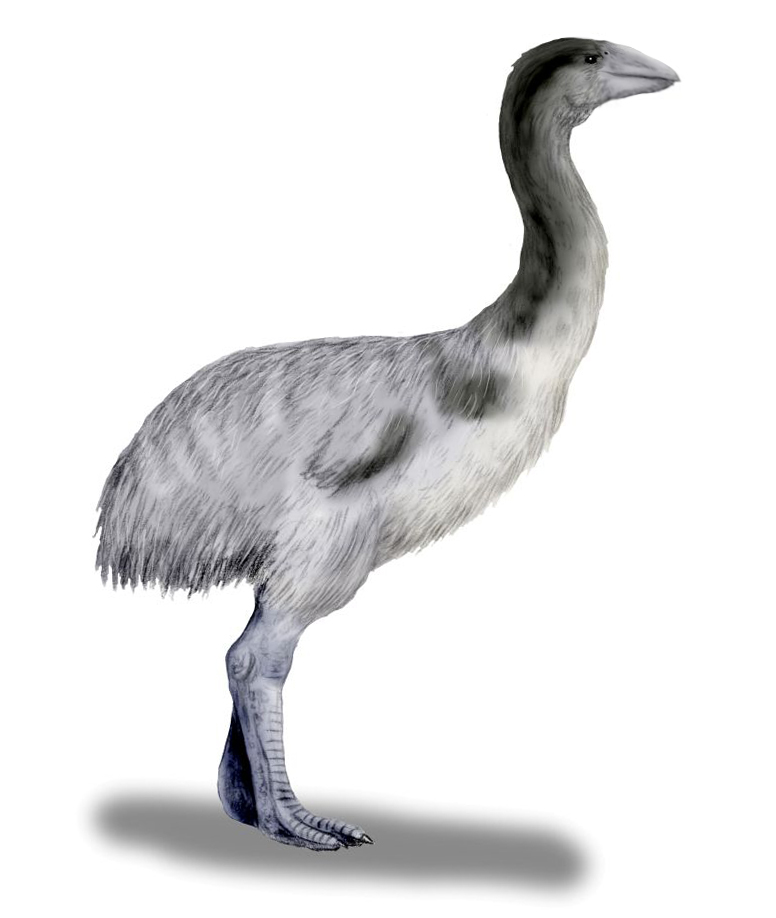
Гениорнис

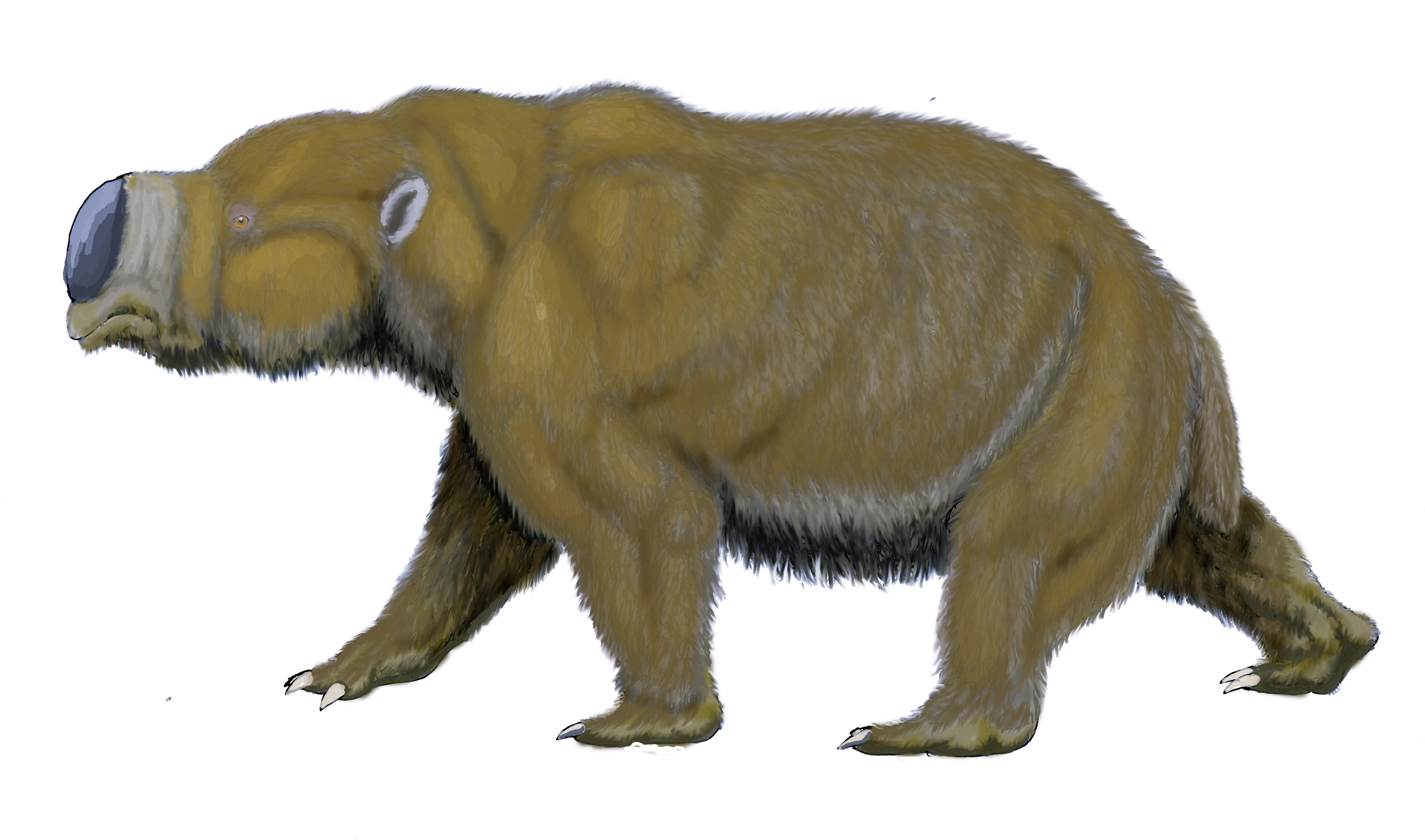
Дипротодон

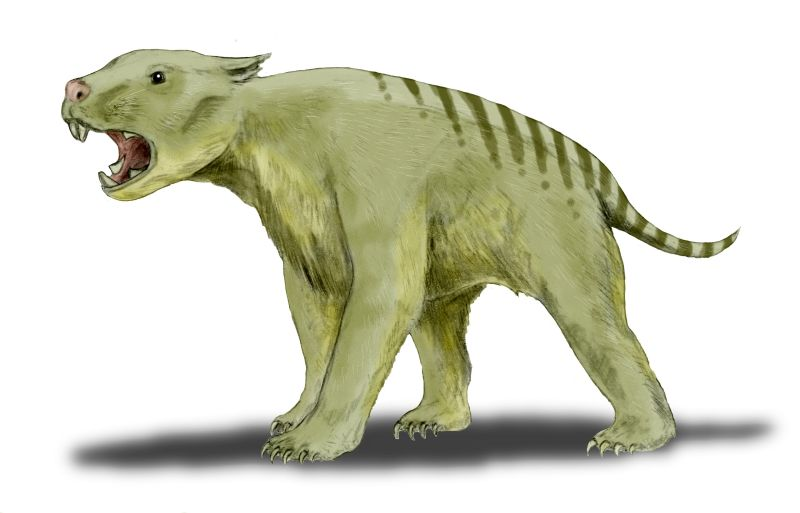
Сумчатый лев

Археологические свидетельства (остатки древесного угля) показывают, что огонь стал использоваться чаще по мере того, как австралийские аборигены стали использовать его, чтобы загонять дичь, и/или чтобы на сожжённой почве возникла новая зелёная поросль, привлекающая новых животных, а также для расчистки непроходимого леса. Густо заросшие некогда территории превратились в более открытые склерофитовые заросли, а открытый лес превратился в луга. В растительности постепенно возобладали огнеустойчивые растения, в частности, казуарина, эвкалиптовые, акация и травы.
Изменения в фауне были даже более драматичными. Австралийская мегафауна, то есть виды существенно более крупные, чем люди, вымерли, а вместе с ними — и многие мелкие виды. В целом почти одновременно вымерло около 60 различных видов, включая семейство дипротодонов (сумчатых, внешне напоминающих бегемотов), несколько крупных бескрылых птиц (например, гениорниса), хищных кенгуру, сумчатого льва, мегаланию, а также миоланию — черепаху размером с небольшой автомобиль.
Непосредственная причина массового вымирания остаётся неясной. Это могли быть пожары, охота, климатические изменения или сочетание всех или некоторых факторов (когда-то популярная климатическая версия сейчас не считается основной). При отсутствии крупных травоядных, которые могли бы удержать рост низкой растительности и одновременно удобрять почву своим навозом, пожары становились всё более крупными и всё сильнее изменяли ландшафт.
Период около 18 000—15 000 лет назад характеризуется повышенной засушливостью на всём континенте при более низких температурах и меньших дождевых осадках, чем в настоящее время. В конце плейстоцена, около 13000 лет назад, в связи с подъёмом уровня моря постепенно стали исчезать крупные участки суши: перемычка с Новой Гвинеей на месте современного Торресова пролива, Бассова равнина между Викторией и Тасманией, а также мост с островом Кенгуру.
С этого времени тасманийские аборигены были географически изолированы. Около 9000 лет назад население небольших островов в Бассовом проливе и на острове Кенгуру погибло.
Как показывают лингвистические и генетические данные, существовали длительные контакты между австралийскими аборигенами на крайнем севере Австралии и австронезийским населением Новой Гвинеи и прилегающих островов, однако эти контакты ограничивались лишь торговлей, число смешанных браков было крайне невелико, массовой колонизации не было. Макасарские лодки — проа — также упоминаются в сказаниях аборигенов от Брума до залива Карпентария. Существовали временные поселения, известны случаи, когда австралийские аборигены переселялись в Индонезию.

## Культура и технологии

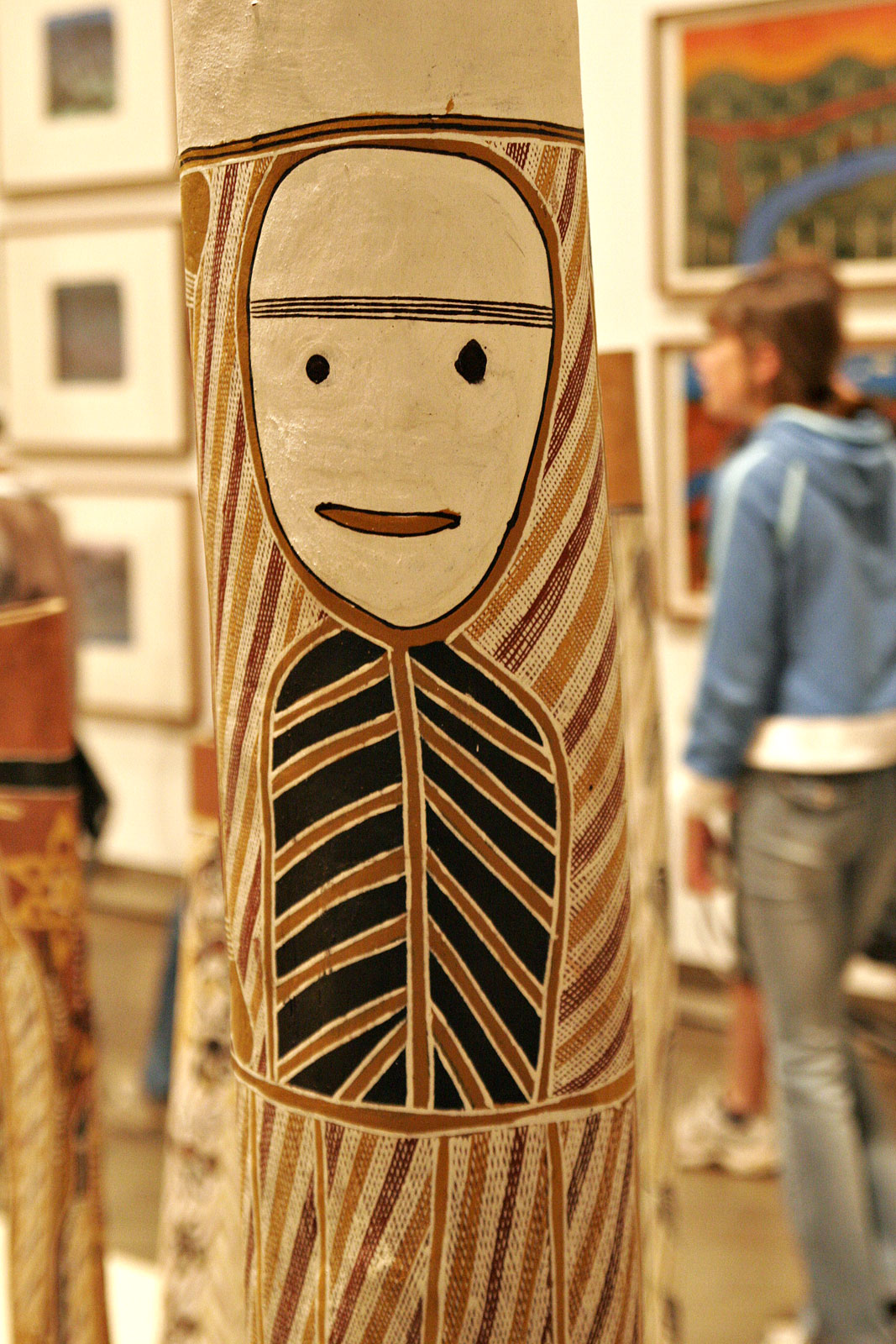
Деревянный гроб австралийских аборигенов

Последние 5000 лет характеризуются относительным улучшением климата, повышением температуры и осадков и усложнением социальной структуры племён. Основными предметами торговли были кремень, поделочные камни, раковины, семена, копья, продукты питания и др.
Языки пама-ньюнга распространились почти по всей территории Австралии, за исключением севера и Арнхема. Наблюдается также относительная близость религиозных представлений и мифов по всей Австралии. Некоторые сюжетные линии песен известны по всему континенту.
Инициация юношей и девушек (обряд перехода во взрослую жизнь, нередко связанный с испытаниями) отмечалась церемониями и праздниками. Поведение регламентировалось строгими правилами, определяющими отношения с многочисленными родственниками и ответственность перед ними. Весьма сложной была австралийская система родства и связанные с ней ограничения на вступление в брак с определёнными линиями родства.
Описывая культуру австралийских аборигенов в своей Бойеровской лекции в 1999 году, историк и антрополог Инга Клендиннен говорила:
"Они […] разработали настолько сложную систему представлений о мире, что в ней находится место для любого существа, для любого растения. Они путешествовали налегке, но сами по себе были ходячими атласами, ходячими энциклопедиями естественной истории. […] Подробные наблюдения за природой возвышались до уровня драмы путём создания множественных, многоуровневых сказаний, которые делали легко запоминаемыми сложные отношения между наблюдаемыми феноменами.
Политическая власть находилась в руках скорее старейшин общин, чем наследственных вождей. Споры разрешались на общинном собрании в соответствии со сложной системой племенных законов (пример показан в современном фильме «Десять лодок»). Нередкими были кровная месть и межплеменная вражда. Племена нередко вступали в альянсы посредством браков, имели представления о происхождении от общих героев.
Кремация покойников вошла в практику около 25 000 лет назад, намного раньше, чем где-либо на земле. Ранние образцы искусства аборигенов в пещере Кунальда на равнине Налларбор датируются около 20 000 лет назад.
В наиболее плодородных и населённых регионах аборигены жили в полупостоянных поселениях. В плодородном бассейне реки Муррей рыболовство и земледелие во многом вытеснило охоту и собирательство, доминирующие в остальных регионах. Экспедиция Стёрта вдоль реки Муррей пришла к ложному выводу, что аборигены Австралии практиковали земледелие, поскольку её участники видели крупные копны сена, используемые для долговременного хранения семян.

Образцы искусства аборигенов Австралии
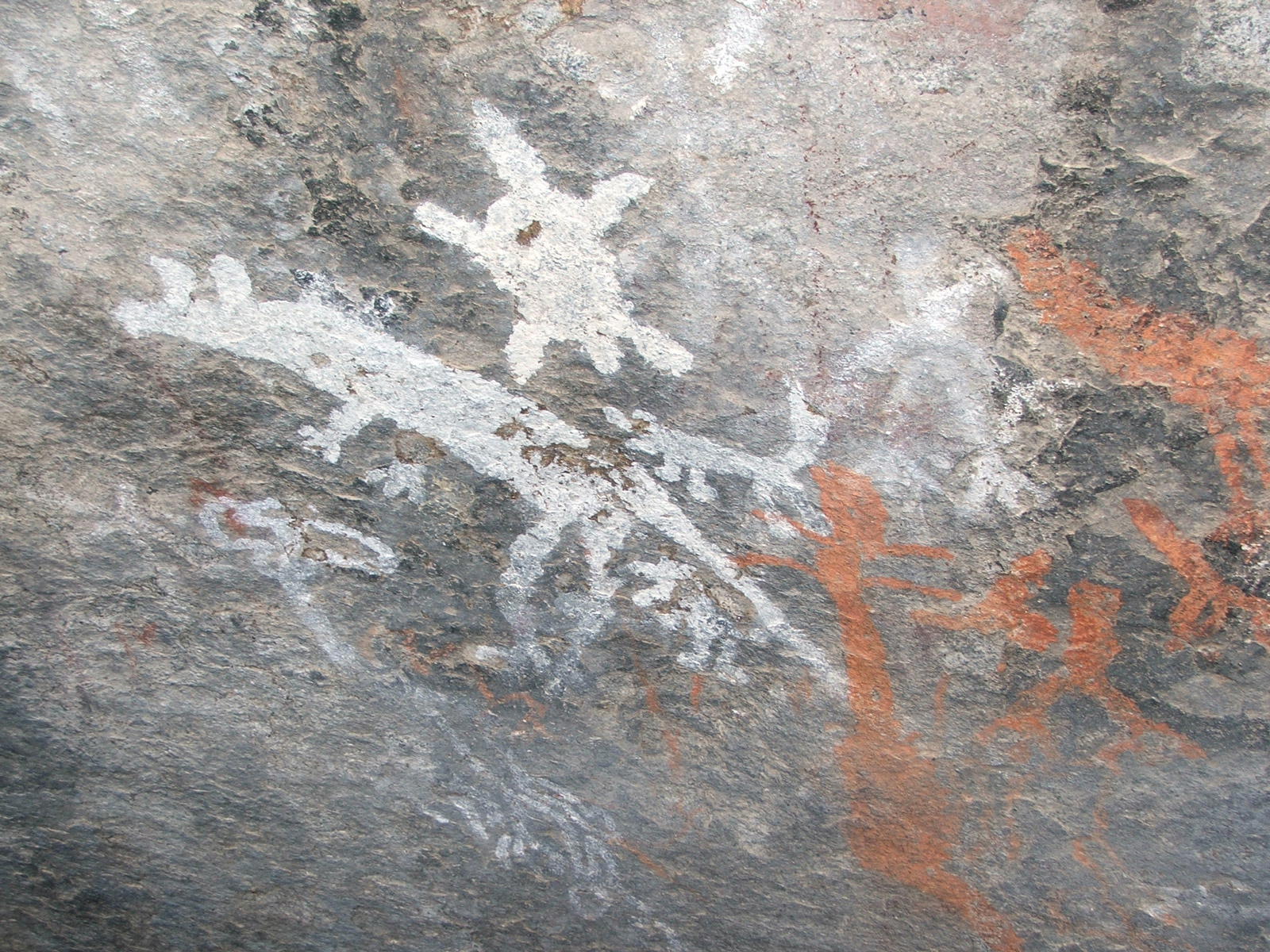
Петроглифы аборигенов в национальном парке Намаджи (Австралийская столичная территория).
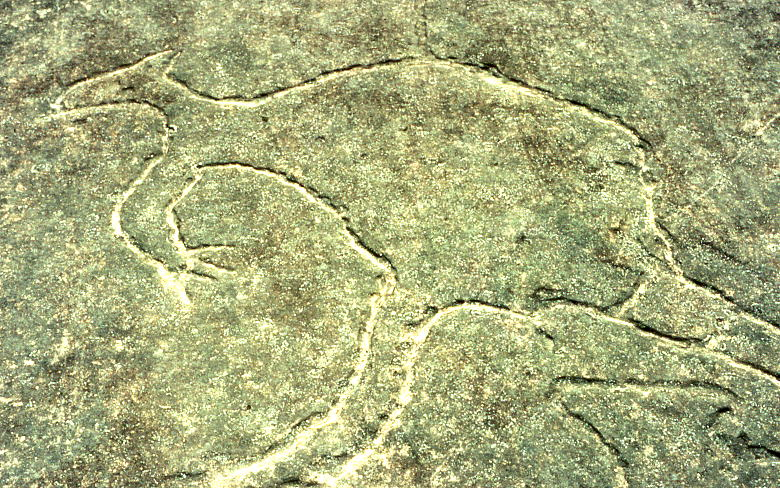
Наскальное изображение в Терри-Хилс[англ.] (Новый Южный Уэльс)

## Культурное и языковое разнообразие
По оценкам, в 1788 году общая численность аборигенов Австралии составляла не менее полумиллиона. Их население состояло из сотен разрозненных, различных по культуре и языкам групп. Большинство аборигенов занималось охотой и собирательством, имело богатые устные предания, разработало собственную систему землепользования.
Белые колонисты до недавнего времени проявляли мало интереса к культуре и наследию австралийских аборигенов, поэтому многие знания об их обычаях и языках безвозвратно утрачены. Когда Джеймс Кук впервые заявил претензии Британии на Новый Южный Уэльс в 1770 г., аборигенное население состояло из носителей примерно 500 различных австралийских языков.

## Контакты за пределами Австралии
Обитатели северного побережья — Кимберли, Арнем-Ленда, окрестностей залива Карпентария и мыса Кейп-Йорк — в течение тысячелетий поддерживали контакты с соседними народами (в основном носителями австронезийских языков). Даже после окончательного исчезновения сухопутного моста на месте Торресова пролива в результате подъёма уровня моря существовало активное перемещение людей и товаров между северным побережьем Австралии и Новой Гвинеей. Промежуточными остановками во время навигации на лодках служили коралловые рифы. Около 2500 лет назад острова Торресова пролива заселили носители морской меланезийской культуры, в результате чего появились аборигены островов Торресова пролива, говорящие на австралийских и папуасских языках. Они продолжали поддерживать контакты с аборигенами северо-восточной Австралии.
С другой стороны, в течение многих сотен лет индонезийские рыболовы-«бугисы», выходцы с Молуккских островов (в частности, с архипелага Банда) ловили рыбу вдоль побережья Австралии. Макасарские торговцы с острова Сулавеси регулярно посещали побережье северной Австралии, где ловили трепанга, который был у них предметом торговли с китайцами как минимум до начала XVIII века.
О культурном и технологическом обмене свидетельствуют отдельные мотивы в аборигенном искусстве, появление таких предметов, как каноэ-долблёнки, табак и трубки для курения, наличие макассарских слов в аборигенных языках (например, Balanda как обозначение белого человека), наличие потомков малайской субрасы среди австралийских аборигенов в результате смешанных браков и миграций.